# Джуно (Вісконсин)
Джуно (англ. Juneau) — місто (англ. city) в США, в окрузі Додж штату Вісконсин. Населення — 2658 осіб (2020).

## Географія
Джуно розташоване за координатами 43°24′10″ пн. ш. 88°42′12″ зх. д. / 43.40278° пн. ш. 88.70333° зх. д. (43.402904, -88.703256).  За даними Бюро перепису населення США в 2010 році місто мало площу 4,34 км², з яких 4,34 км² — суходіл та 0,00 км² — водойми.

## Демографія
Згідно з переписом 2010 року, у місті мешкало 2814 осіб у 852 домогосподарствах у складі 561 родини. Густота населення становила 648 осіб/км².  Було 924 помешкання (213/км²).
Расовий склад населення:
| - 93,2 % — білих - 3,6 % — чорних або афроамериканців - 0,9 % — азіатів - 0,4 % — корінних американців - 1,4 % — осіб інших рас |

До двох чи більше рас належало 0,5 %. Частка іспаномовних становила 10,1 % від усіх жителів.
За віковим діапазоном населення розподілялося таким чином: 19,9 % — особи молодші 18 років, 65,9 % — особи у віці 18—64 років, 14,2 % — особи у віці 65 років та старші. Медіана віку мешканця становила 38,0 року. На 100 осіб жіночої статі у місті припадало 128,0 чоловіків;  на 100 жінок у віці від 18 років та старших — 136,3 чоловіків також старших 18 років.
Середній дохід на одне домашнє господарство  становив 54 246 доларів США (медіана — 47 059), а середній дохід на одну сім'ю — 61 331 долар (медіана — 59 583). Медіана доходів становила 42 656 доларів для чоловіків та 34 861 долар для жінок. За межею бідності перебувало 18,4 % осіб, у тому числі 21,6 % дітей у віці до 18 років та 11,0 % осіб у віці 65 років та старших.
Цивільне працевлаштоване населення становило 1058 осіб. Основні галузі зайнятості: виробництво — 31,5 %, освіта, охорона здоров'я та соціальна допомога — 16,3 %, мистецтво, розваги та відпочинок — 12,0 %, роздрібна торгівля — 10,2 %.